# Ulrich von Jungingen
Ulrich von Jungingen, również Ulryk von Jungingen (ur. ok. 1360 w Hohenfels, zm. 15 lipca 1410 pod Grunwaldem) – 26. wielki mistrz zakonu krzyżackiego w latach 1407–1410, młodszy brat swego poprzednika, wielkiego mistrza Konrada V.
Śmierć Ulricha oraz większości braci zakonnych na polu bitwy grunwaldzkiej, a także obciążenia finansowe wynikającymi z późniejszego traktatu pokojowego w Toruniu z 1411 stanowią punkt zwrotny w historii państwa zakonnego.

## Życiorys
Nie jest znana data jego wstąpienia do zakonu, jak i data przybycia do Prus. Pierwsza wzmianka o nim pochodzi z 1383, która określa go jako prokuratora.
W 1393 został baliwem Sambii, następnie w 1396 komturem Bałgi i baliwem Natangii. Od 1404 był wielkim marszałkiem zakonu. Od 1398 prowadził kampanie na Gotlandii celem opanowania wyspy a w 1404 negocjacje z królową duńską, Małgorzatą I. Po śmierci swego brata, wielkiego mistrza Konrada został wybrany na jego miejsce w 1407. Według Kroniki Gdańskiej, umierający Konrad V von Jungingen miał przestrzegać dostojników krzyżackich przed wyborem swego wojowniczego brata na następcę, nazywając go głupcem.
Organizował powtarzające się niemal corocznie wyprawy pacyfikacyjne na Żmudź, oddaną zakonowi w 1398 wbrew Jagielle przez Witolda. Wspierał także Witolda w walkach o Nowogród, Księstwo Smoleńskie i przeciw Moskwie (1404, 1408), starając się podobnie jak jego poprzednik doprowadzić do zerwania unii polsko-litewskiej.

### Sprzedaż Gotlandii
W obliczu groźby konfliktu z Polską, poczynił szereg posunięć przygotowujących państwo zakonne na wypadek wojny. Jednym z nich była rezygnacja z dalekosiężnych planów Konrada V dominacji na Bałtyku. W 1409 doprowadził do sprzedaży królowej Małgorzacie dopiero pozyskanej Gotlandii za cenę niższą od tej, jaką zakon zapłacił Albrechtowi Meklemburskiemu za zrzeczenie się praw do wyspy. Ulrich zdecydował się na ten krok celem skoncentrowania sił zakonu, mimo że państwa skandynawskie – choć świeżo połączone w 1397 unią kalmarską – jeszcze nie okrzepły po wcześniejszych wojnach oraz mimo wielkich wydatków zakonu włożonych w fortyfikację wyspy.

### Konflikt z Litwą i Polską

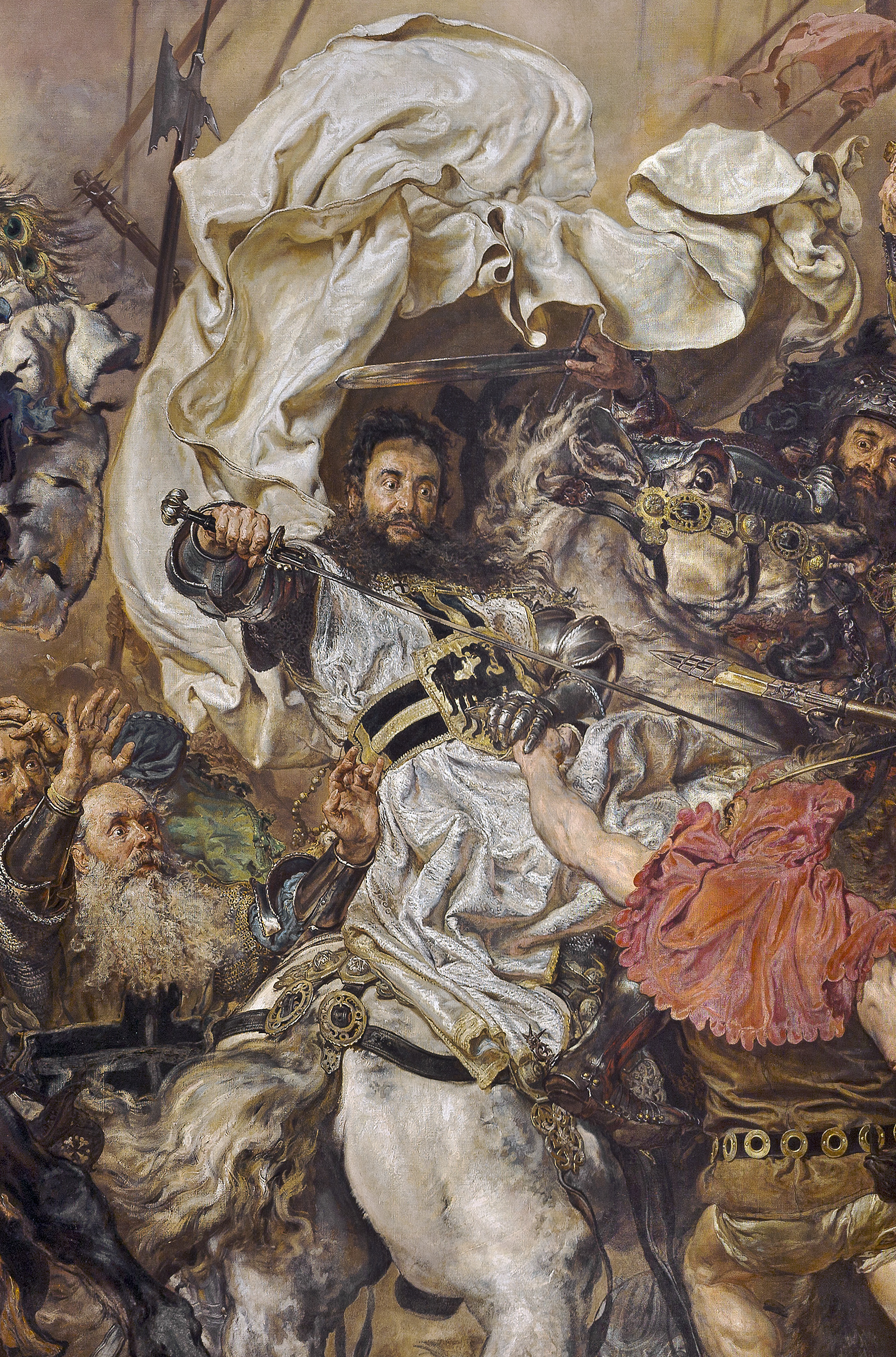
Ulrich von Jungingen na obrazie Jana Matejki

W maju 1409 wybuchło powstanie na Żmudzi inspirowane przez Witolda. W sierpniu tego samego roku zakon zaatakował i zajął ziemię dobrzyńską i Bydgoszcz, rozpoczynając wojnę polsko-krzyżacką. Po odbiciu Bydgoszczy przez wojska Jagiełły – za pośrednictwem króla czeskiego, Wacława IV – zawarto rozejm do 24 czerwca 1410. Ulrich zdecydował się wznowić działania wojenne z początkiem czerwca, jeszcze przed końcem rozejmu. Poległ w bitwie pod Grunwaldem w 1410 dowodząc wojskami krzyżackimi. Król Władysław Jagiełło polecił odesłać zwłoki z honorami do stolicy państwa zakonnego. Wielki mistrz został pochowany w kaplicy św. Anny na zamku krzyżackim w Malborku.

## Upamiętnienie
W 1901 na polu bitwy pod Grunwaldem Niemcy ustanowili kamień pamiątkowy honorujący Ulricha von Jungingena.

## Ulrich von Jungingen w filmie
W filmie Krzyżacy z 1960 r. (reż. Aleksander Ford) rolę Ulricha von Jungingena grał Stanisław Jasiukiewicz. W III sezonie serialu Korona królów w Ulricha von Jungingena wcielił się Karol Dziuba. W serialu Korona królów. Jagiellonowie w roli Ulryka von Jungingena występuje Szymon Nygard.